# 昇元
昇元（しょうげん）は、五代十国時代の十国ひとつ南唐において李昪の治世で用いられた年号。937年10月 - 943年2月。

## 西暦・干支との対照表
| 昇元 | 元年  | 2年   | 3年   | 4年   | 5年   | 6年   | 7年   |
| 西暦 | 937年 | 938年 | 939年 | 940年 | 941年 | 942年 | 943年 |
| 干支 | 丁酉  | 戊戌  | 己亥  | 庚子  | 辛丑  | 壬寅  | 癸卯  |

| 前の元号 天祚（呉） | 中国の元号 南唐（五代十国時代） | 次の元号 保大 |